# Mont Hotaka (Gunma)
Pour l’article homonyme, voir Mont Hotaka.
Le mont Hotaka (武尊山, Hotaka-yama) est un volcan situé dans la préfecture de Gunma, au Japon. Il fait partie des 100 montagnes célèbres du Japon.

## Toponymie
Le Kojiki et le Nihon shoki, recueils anciens de chroniques historiques, rapportent que Yamato Takeru (日本武尊), fils de l'empereur Keikō, aurait mené, dans les provinces de l'Est, une expédition militaire pour asseoir le pouvoir de la cour de Yamato,. Selon une légende, de passage dans la province de Kōzuke, le prince impérial aurait gravi les pentes d'une montagne pour en chasser les démons. Au cours de l'époque d'Edo (1603 - 1868), en référence à cette légende l'édifice volcanique est nommé mont Hotaka (武尊山, Hotaka-yama ou Hotaka-san), en utilisant une lecture du nom du héros légendaire dont l'origine est restée non élucidée,.
Afin d'éviter toute confusion avec le mont Hotaka des Alpes du Nord (préfecture de Gifu), le mont Hotaka de la préfecture de Gunma est couramment appelé « mont Jōshūhotaka » (上州武尊山, Jōshūhotaka-yama, litt. « mont Hataka de Jōshū »), Jōshū étant un autre nom de l'ancienne province de Kōzuke.

## Géographie

### Situation
Le mont Hotaka est une montagne située dans le district de Tone de la préfecture de Gunma, sur l'île de Honshū, au Japon. Environ 135 km au nord-ouest de l'agglomération de Tokyo, il se dresse à cheval sur la limite nord du village de Kawaba, la section sud-ouest de la frontière de celui de Katashina, l'Est du bourg de Minakami et la pointe nord-est de la ville de Numata,.

### Topographie
Le mont Hotaka est, à l'origine, un stratovolcan de forme conique. Au fil des siècles, l'érosion a creusé, le long de ses pentes, des ravins à disposition radiale profonds, qui partent principalement du sommet et s'étendent dans toutes les directions. L'édifice volcanique de l'ère commune est couronné d'un cratère dont la forme est celle d'un fer à cheval, du fait de l'effondrement de sa paroi méridionale,. Au fond de la dépression volcanique, étirée vers le sud et ouverte sur environ 2 km d'est en ouest, les eaux de rus et de torrents, issues des hauteurs de la cheminée vide du volcan, convergent et forment le cours supérieur de la rivière Usune qui s'oriente plein sud, au cœur d'une vallée profonde : la vallée de Kawaba, dans le Nord du village de Kawaba,,.
Au sens restreint, le toponyme « mont Hotaka » désigne le mont le plus élevé d'un groupe de sommets façonnés par l'érosion et distribués sur la couronne sommitale du volcan et ses pentes : le mont Okihotaka (2 158 m), point culminant de la crête volcanique et pointe nord du cratère,. Au sens large, il inclut l'édifice volcanique qui supporte le groupe de sommets comprenant, le long d'une ligne de crête s'étirant vers le sud-est depuis le mont Okihotaka, le mont Nakano (2 144 m), le mont Ienokushi (2 103 m), le Kengamine (2 083 m), le mont Maehotaka (2 040 m), le long de l'arête occidentale du cratère, le mont Kengamine ou Nishihotaka (2 020 m), le Nishimine (1 870,5 m), les monts Shishigahana (1 875 m) et Kanomata (1 637 m), à l'ouest du mont Kengamine, et le mont Fudō (1 780 m) au sud-ouest du Maehotaka,,.

### Hydrographie
Des ruisselets et des torrents naissent sur les pentes du mont Hotaka et alimentent des rivières du bassin de draînage du fleuve Tone. Sur le versant sud, la rivière Sakura (6,11 km) prend sa source au mont Hotaka. Dans le Sud de Kawaba, elle rejoint la rivière Usune, qui, aussi issue du mont Hotaka, termine son parcours dans l'Ouest de Numata et se jette dans le fleuve Tone.
Sur le versant nord, s'écoule le grand torrent, un affluent du torrent Kinone. Celui-ci, confluant avec le torrent Sakikura, forme la rivière Yunokoya, affluent de la rivière Naramata (ja), un tributaire de rive gauche du fleuve Tone,. Un autre affluent de la rivière Naramata, la rivière Hotaka, développe son cours supérieur sur le flanc nord-ouest du volcan,.
Le long du versant est, des torrents, tels que le Nishimata (6,7 km) et l'Arato, alimentent la rivière Nuri (8,1 km), un affluent de rive droite de la rivière Katashina,, autre cours d'eau du bassin versant du fleuve Tone.

### Géologie
Le mont Hotaka est un volcan de la ceinture de feu du Pacifique sur l'arc volcanique Nord-Est du Japon. Entre 950 et 1 500 m d'altitude, sa base s'étend sur un sol constitué, pour l'essentiel, de granite datant du Crétacé (145 Ma - 66,0 Ma avant le présent) au Paléogène (66,0 Ma - 23,03 Ma), mais aussi de roches magmatiques et de tuf volcanique,. L'édifice volcanique est composé de lave andésitique, de dacite et de roches pyroclastiques,,. La partie sommitale est faite de couches de lave striées par des diaclases.

## Histoire

### Histoire éruptive
Le mont Hotaka est un volcan du Calabrien (1,80 Ma - 781 000 ans avant le présent) dont la plus récente période d'activité, celle de sa formation, remonte à environ 1,2 - 1 Ma,. Des coulées de lave, s'accumulant à la surface de la croûte terrestre, ont donné naissance au cratère terminal. Des éruptions explosives de celui-ci ont ensuite entraîné l'émergence du volcan secondaire Maehotaka et formé le relief de collines du pied de la face sud de l'édifice volcanique principal. Par la suite, des éruptions effusives ont façonné les flancs et l'intérieur du volcan, et, au-delà, les plateaux volcaniques Hotakatashiro, au nord-est, Tanbara, dans le sud-ouest du mont Kanomata (Nord de Numata), et Uenohara au nord-ouest,.
L'Agence météorologique du Japon, se conformant à des normes internationales depuis 2003, considère qu'un volcan est actif s'il est entré en éruption au cours de l'Holocène, soit depuis les 10 000 dernières années environ, ou s'il manifeste une activité géothermique importante. Par conséquent, elle ne classe pas le mont Hotaka dans sa liste des volcans actifs du Japon.

### Histoire humaine
Comme en témoignent les dizaines de sanctuaires shintō, appelés Hotaka-jinja et répartis autour de sa base, le mont Hotaka est une terre sacrée du shintoïsme, pour qui les montagnes incarnent des divinités. À la fin du XVIIIe siècle, il devient aussi un lieu de pèlerinage pour les croyants de sectes bouddhiques. Ouvreur, en 1792, d'une voie d'accès au sommet du mont Ontake, l'ascète montagnard, adepte du shugendō, Fukan Gyōja établit, en 1795, la voie traditionnelle d'ascension du mont Hotaka via le MaeHotaka,. Il est vénéré depuis au Kengamine et, au sommet du volcan, une stèle commémorative en pierre rappelle la connexion de la montagne avec Ontakesan ōkami, divinité shintō associée au mont Ontake.

## Activités

### Randonnée
À la fin du XVIIIe siècle, des adeptes du shugendō, une spiritualité d'inspiration bouddhique, ont ouvert une voie d'accès au sommet du mont Hotaka. Au début du XXIe siècle, l'entrée de celle-ci, le refuge Asahi (1 060 m), est accessible depuis la route préfectorale 64 qui commence dans le Nord de Numata, comme prolongement de la route nationale 120, et traverse le sud-ouest de Katashina. Un chemin de crête, d'une longueur de 6,2 km, mène au Maehotaka, via le mont Fudō, puis au mont Okihotaka, le long de l'arête orientale du cratère volcanique,,. Une variante, plus courte, d'une difficulté moindre et plus populaire, débute au camping Kawaba (1 240 m), accessible par une route forestière, depuis la préfectorale 64. Elle conduit au Maehotaka, en passant au pied du mont Fudō,,.
Du centre-ville de Kawaba, une route suit le cours de la rivière Sakura et mène au pied du mont Takate (1 374 m). Du sommet de celui-ci, un sentier de randonnée donne accès au mont Kengamine, via le Nishimine, puis au mont Okihotaka,,.
Une voie d'accès au sommet du mont Hotaka, la « voie Fujiwara », est aussi ouverte sur sa face nord-ouest,. Elle débute dans l'Est de Minakami, le long de la rivière Hotaka, près du sanctuaire Hotaka (1 100 m),. Depuis Katashina, il est aussi possible d'atteindre le mont Nakano, en passant par le mont Sebiosu (1 870 m),.
Chaque année, depuis 2014, en été ou au début de l'automne, un ultra-trail : le Mount Joshu-Hotaka Skyview, rassemble des centaines d'athlètes sur les pentes du mont Hotaka et ses environs (Kawaba, Katashina et Minakami). L'épreuve la plus relevée de ce défi sportif est un parcours de 118 km dont le vainqueur est récompensé par la Noboru Yamada memorial cup, en hommage à l'alpiniste japonais Noburo Yamada, mort, en 1989, au mont McKinley, la plus haute montagne d'Amérique du Nord,,.

### Sports d'hiver

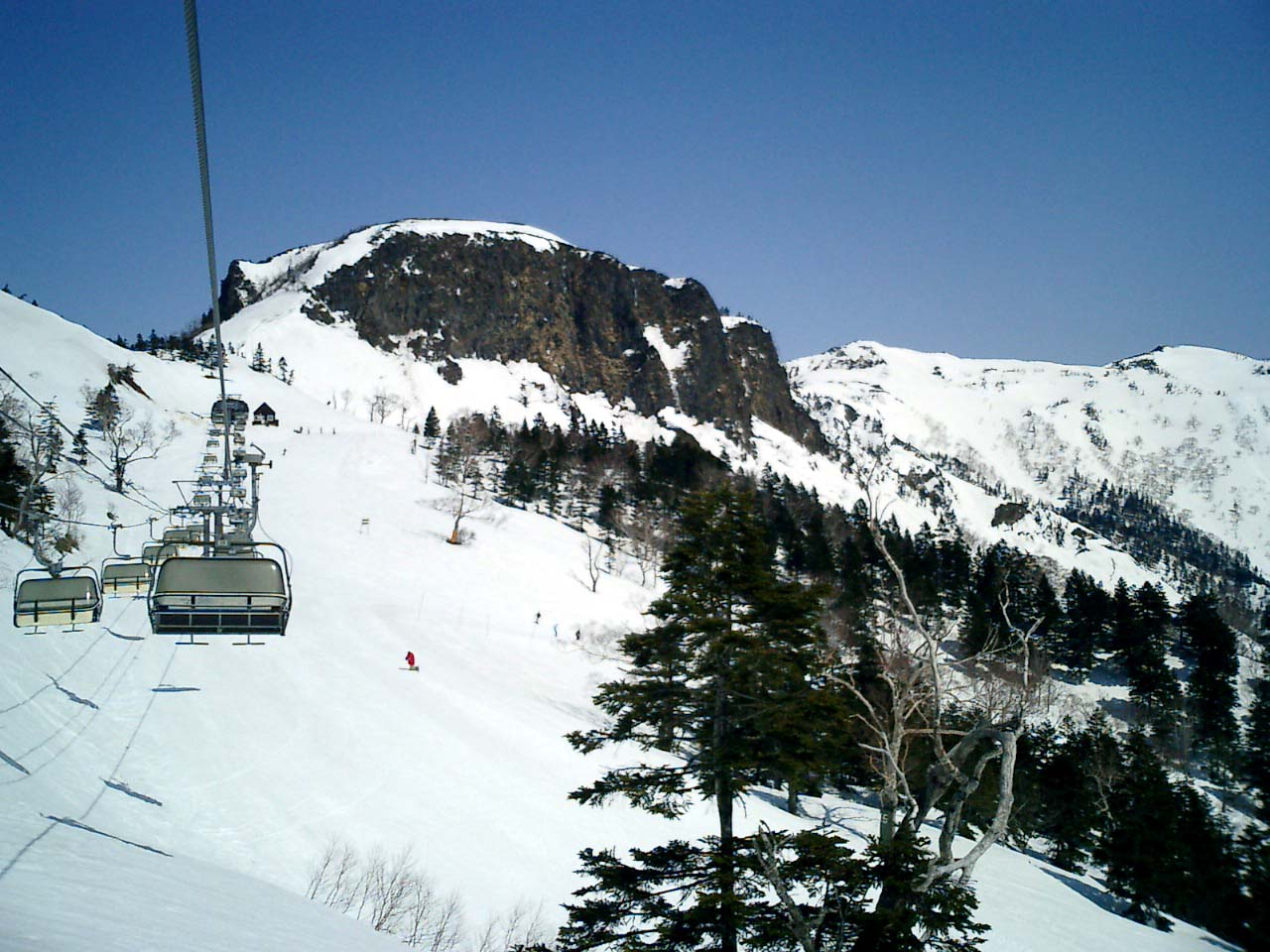
Un télésiège de la station de ski Kawaba, avec le mont Kengamine au second plan.

Dans les environs immédiats du mont Hotaka, des stations de sports d'hiver accueillent chaque année de nombreux touristes. La station de ski Kawaba, dans le Nord-Ouest de Kawaba, le long de la frontière nord-est de Numata, est ouverte de début décembre jusqu'à la mi-avril et dispose de dix pistes skiables. La plus longue piste est un parcours classé vert de 2 000 m. Le complexe sportif comprend aussi des espaces pour la pratique du surf des neiges et des parcours de randonnée en raquettes à neige,. Ouverte depuis 1975, la station Oguna Hotaka s'étend sur le versant sud-est du Maehotaka (village de Katashina) et offre treize pistes skiables de 250 m à 2 250 m de longueur,.